# Miloš Timotijević
Miloš Timotijević (in serbo Милош Тимотијевић?; Belgrado, 9 marzo 1975) è un attore serbo.

## Biografia
Ha partecipato come ospite per una o diverse puntate, a diversi programmi televisivi, la maggior parte serbi. Ha anche recitato nel film scritto e diretto da Angelina Jolie, Nella terra del sangue e del miele (2011). Ha interpretato anche l’antagonista Stupar nella serie televisiva Južni vetar (2020) e Petrit Koci nella serie televisiva Besa.

## Filmografia parziale
- Stršljen (1998)
- Sedam i po (2006)
- Nella terra del sangue e del miele, regia di Angelina Jolie (2011)
- Chernobyl Diaries - La mutazione (Chernobyl Diaries), regia di Bradley Parker (2012)
- Vlažnost (2016)
- La spia russa (Despite the Falling Snow), regia di Shamim Sarif (2016)
- Senke nad Balkanom - serie televisiva (2017)
- Besa - serie televisiva (2019)
- Južni vetar - serie televisiva (2020)